# Нигалидзе, Гайоз
Гайоз Нигалидзе (груз. გაიოზ ნიგალიძე; род. 24 апреля 1989 года) — грузинский шахматист, бывший гроссмейстер (лишён звания в 2015 году).
Чемпион Грузии (2013, 2014).
В апреле 2015 года на турнире в Дубае был пойман на мошенничестве (использовал шахматную программу на смартфоне во время походов в туалет во время игры). В декабре 2015 года дисквалифицирован комиссией по этике ФИДЕ до 5 сентября 2018 года и лишён звания гроссмейстера (однако сохранил полученное ранее звание международного мастера). Вернулся к игре в мае 2019 года.

## Изменения рейтинга
| Графики недоступны из-за технических проблем. См. информацию на Фабрикаторе и на mediawiki.org. |